# Бродув
Бродув (пол. Brodów, нім. Brodelwitz) — село в Польщі, у гміні Рудна Любінського повіту Нижньосілезького воєводства.
Населення — 193 особи (2011).
У 1975-1998 роках село належало до Легницького воєводства.

## Демографія
Демографічна структура станом на 31 березня 2011 року:
|          | Загалом | Допрацездатний вік | Працездатний вік | Постпрацездатний вік |
| -------- | ------- | ------------------ | ---------------- | -------------------- |
| Чоловіки | 97      | 18                 | 69               | 10                   |
| Жінки    | 96      | 14                 | 53               | 29                   |
| Разом    | 193     | 32                 | 122              | 39                   |